# ブルーバード級掃海艇
ブルーバード級掃海艇（ブルーバードきゅうそうかいてい、英語: Bluebird-class minesweeper）は、アメリカ海軍が運用していた沿岸掃海艇（MSC）の艦級。ネームシップの基本計画番号はSCB-69。
アメリカ海軍のほか、西側諸国に広く供貸与され、戦後第1世代の掃海艇として広く用いられた。各国の運用要求を容れつつ200隻以上が建造されたことから、様々なサブクラスが存在する。

## 来歴
第二次世界大戦まで、機雷とはすなわち触発式の係維機雷であり、これに対する掃海艇は、艦隊の前路掃海を主任務として比較的高速・重装備の鋼製の艇が主流であった。しかし大戦後期に磁気・音響による感応機雷が出現し、続く朝鮮戦争での対機雷戦の経験は、沈底式感応機雷の脅威を関係各国に認識させることとなった。触雷を避けるため、以後、掃海艇の建材は非磁性化が求められるようになった。
アメリカ海軍では、大戦中に481隻の多数を建造したYMS-1級掃海艇において、既に木造構造を導入していた。これをもとに、朝鮮戦争の戦訓を反映するとともに、冷戦体制下での局地戦・限定戦争に対応しての西側諸国への供与も視野に入れて開発された発展型が本級である。

## 設計・装備
上記の通り、本級は先行するYMS-1級を原型としており、建材は木材、船型は長船首楼型、フレームライン形状は丸型とされた。
主機関としては、ネームシップではパッカード社製の出力600bhpのディーゼルエンジンが採用されたものの、最大のサブクラスであるアジュタント級においては、アルバトロス級と同じく、非磁性化されたゼネラルモーターズ社製GM8-268A 2ストロークL型8気筒ディーゼルエンジン（450bhp / 1,200rpm）が搭載された。またオランダでライセンス生産された艇の一部は、MAN社製の2,500bhpのエンジンを搭載しており、これにより最大速力は16ノットに増速している。
本級は、係維・磁気・音響の各掃海具を一式搭載するとともに、後にはAN/UQS-1機雷探知機も搭載して、一応の機雷掃討能力も獲得した。AN/UQS-1は1950年に実用化されたばかりの最初期の機雷探知機であり、100キロヘルツを使用する高周波ソナーであったが、動揺安定化装置を持たなかったために明瞭な映像を得にくいという欠点があった。

## 配備
本級は1953年にネームシップ（「ブルーバード」）が就役して以後、260隻という多数が建造されて西側諸国に広く供貸与された。また、ドイツのリンダウ級、日本のかさど型など、本級をベースとして開発された掃海艇も多い。

### 運用国一覧
- アメリカ海軍
- ウルグアイ海軍
- ポルトガル海軍
- スペイン海軍
- フランス海軍（メルキュール級としてライセンス生産）
- 西ドイツ海軍（フランスによるライセンス生産版: フェーゲザック級）
- オランダ海軍
- ベルギー海軍
- デンマーク海軍
- ノルウェー海軍（サウダー級としてライセンス生産）
- イタリア海軍
- ユーゴスラビア海軍
- トルコ海軍

- イラン海軍
- パキスタン海軍（「ムハフィズ」）
- 海上自衛隊（やしま型）
- 大韓民国海軍
- 台湾海軍（永平級）
- シンガポール海軍
- ベトナム共和国海軍
- インドネシア海軍
- フィジー海軍
- ペルー海軍
- モロッコ海軍
- チュニジア海軍

### 海上自衛隊

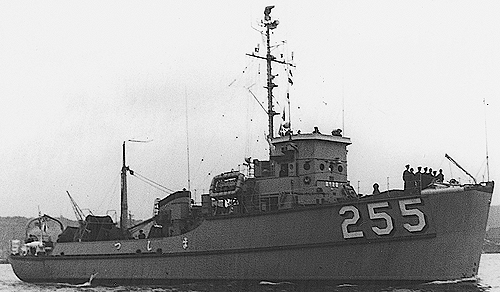
つしま（MSC-653）

日米相互防衛援助協定に基づき米国から4隻が供与され、やしま型掃海艇として使用された。その後、支援船（特務船YAS）に区分変更された。「やしま」、「はしま」は水中処分隊の母船として改造された。その際、掃海発電機を撤去、空気圧縮機を装備し、電纜リールの位置に甲板室を新設、浴槽、シャワーなどを装備、また、6メートル・カッターを搭載した。
| アメリカ海軍 | アメリカ海軍             | アメリカ海軍   | 海上自衛隊 | 海上自衛隊 | 海上自衛隊      | 海上自衛隊                      | 海上自衛隊     |
| #            | 建造所                   | 竣工           | #          | 艦名       | 供与            | 区分変更                        | 除籍           |
| ------------ | ------------------------ | -------------- | ---------- | ---------- | --------------- | ------------------------------- | -------------- |
| AMS-144      | サウス・コースト社       | 1954年 12月1日 | MSC-651    | やしま     | 1954年 12月16日 | 1970年 3月2日 特務船（YAS-46）  | 1978年 3月20日 |
| AMS-95       | ナショナル・スチール造船 | 1954年 5月7日  | MSC-652    | はしま     | 1955年 6月3日   | 1970年 3月2日 特務船（YAS-47）  | 1976年 3月31日 |
| AMS-255      | スチーブン・ブラザーズ社 | 1956年 7月1日  | MSC-653    | つしま     | 1956年 7月18日  | 1973年 3月31日 特務船（YAS-60） | 1978年 3月20日 |
| AMS-258      | スチーブン・ブラザーズ社 | 1957年 1月28日 | MSC-654    | としま     | 1957年 2月1日   | 1973年 7月2日 特務船（YAS-61）  | 1978年 3月20日 |

## 登場作品

### 映画
『大怪獣バラン』
海上自衛隊所属のMSC-651「やしま」が登場。掃海具に爆雷を取り付け、東京湾内に潜む怪獣バランの周りに設置し爆破するが、効果はなかった。実際の艦での作業の様子が映されている。